# Bermatingen
Bermatingen is een plaats in de Duitse deelstaat Baden-Württemberg, en maakt deel uit van het Bodenseekreis.
Bermatingen telt 3.983 inwoners.
Bermatingen ·
Daisendorf ·
Deggenhausertal ·
Eriskirch ·
Frickingen ·
Friedrichshafen ·
Hagnau am Bodensee ·
Heiligenberg ·
Immenstaad am Bodensee ·
Kressbronn am Bodensee ·
Langenargen ·
Markdorf ·
Meckenbeuren ·
Meersburg ·
Neukirch ·
Oberteuringen ·
Owingen ·
Salem ·
Sipplingen ·
Stetten ·
Tettnang ·
Überlingen ·
Uhldingen-Mühlhofen